# Everest – Gipfel ohne Gnade
Everest – Gipfel ohne Gnade ist ein Dokumentarfilm über das Höhenbergsteigen am Mount Everest aus dem Jahr 1998. Am 6. März 1998 wurde der Film in IMAX-Kinos veröffentlicht und mit einem weltweiten Umsatz von 123 Millionen US-Dollar zur erfolgreichsten IMAX-Produktion überhaupt.

## Produktion
Die 45-minütige Dokumentation wurde ausschließlich für das Filmformat IMAX auf 70-mm-Film gedreht und vom irischen Schauspieler Liam Neeson gesprochen. Der Film beschreibt ausführlich das Training, das für die Besteigung des 8848 m hohen Bergs erforderlich ist, sowie die Gefahren durch Schneelawinen, kollabierende Séracs, Schneestürme und Sauerstoffmangel. Der Film konzentriert sich auf ein Team, das vom US-amerikanischen Höhenbergsteiger Ed Viesturs und dem Regisseur David Breashears geleitet wird. Neben der spanischen Bergsteigerin Araceli Segarra tritt auch der Bergführer Jamling Tenzing Norgay auf, der Sohn von Himalaya-Pionier Tenzing Norgay.

### Mai 1996
Das IMAX-Team hatte seine Gipfelbesteigung für den 9. Mai terminiert, einen Tag bevor die Expeditionen von „Mountain Madness“ und „Adventure Consultants“ über die gleiche Standardroute aufsteigen wollten. Am 8. Mai entschied Breashears, dass das Wetter zu instabil und die Anzahl an Bergsteigern am Berg zu groß sei. Zwei Tage später geschah das Unglück am Mount Everest, bei dem ein Schneesturm mehrere Expeditionen in der „Todeszone“ oberhalb des Südsattels am Abstieg hinderte und bei dem acht Menschen tödlich abstürzten oder erfroren. Breashears stellte umgehend die Sauerstoff- und Batterievorräte aus dem IMAX-Materialzelt in Höhenlager 4 für die Rettungsarbeiten zur Verfügung.
Der Film dokumentiert die eingeleiteten Rettungs- und Bergungsarbeiten, darunter den Abtransport von Beck Weathers und anderer Überlebender aus Hochlager 4. Produzent und Koregisseur Greg MacGillivray gab später zu, dass er und Breashears sich erst während des Filmschnitts entschieden, die Tragödie mehr in den Fokus zu stellen, auch aufgrund des großen Verkaufserfolgs von Jon Krakauers Erlebnisberichts In eisige Höhen. MacGillivray begründete die Entscheidung wie folgt: „10 Millionen Menschen haben das Buch gelesen, deshalb mussten wir das Thema behandeln. Und ich glaube, es hat den Film gestärkt.“

## DVD und Filmmusik
Am 12. Dezember 1999 veröffentlichte der Verleiher Miramax Films die Dokumentation auf DVD. Sie beinhaltet ein Making-of, ein ausführliches Interview mit Beck Weathers, geschnittene Szenen, ein Videojournal für Bergsteiger und eine 3D-Karte des Mount Everest.
Die Filmmusik basiert auf den Liedern All Things Must Pass, Give Me Love (Give Me Peace on Earth), Here Comes the Sun, This Is Love und Life Itself von George Harrison, die von den Komponisten Steve Wood und Daniel May in einer tibetischen Folk-Variante interpretiert wurden. Die Musik wurde vom Northwest Sinfonia Orchester unter der Leitung von Dirigent May eingespielt. Harrison stimmte der Nutzung seiner Lieder unter der Bedingung zu, dass sein Name nicht für Werbezwecke genutzt werde. Nach Aussage von Autor Elliot Huntley favorisierte MacGillivray die Musik von Harrison aufgrund ihrer „spirituellen Qualität“ und „ihrer Verbindung zu östlicher Religion“. Der Soundtrack zum Film wurde von Ark 21 Records am 10. März 1998 veröffentlicht.

## Rezeption
Die Filmpremiere war am 4. März 1998 im Museum of Science in Boston, zwei Tage später war der Filmstart in IMAX-Kinos in den Vereinigten Staaten. Nach Aussage von Marla Matzer in der Los Angeles Times waren die Kritiken „generally good“. Anschließend startete der Film am 19. März in Australien und am 20. März in der Schweiz.

‘Everest’ makes it possible for armchair adventurers to share the risks and glory of their climb toward heaven.

„‚Everest‘ ermöglicht es Sessel-Abenteurern, das Risiko und den Ruhm ihres Aufstiegs zum Himmel mitzuerleben.“

Laut dem Nachrichtensender n-tv gehört der Everest – Gipfel ohne Gnade „zu den größten Kassenerfolgen unter den Imax-Filmen“.